# Barbara Valentin
Barbara Valentin (Viena, 15 de dezembro de 1940 – Munique, 22 de fevereiro de 2002) foi uma atriz austríaca. Com trabalhos no cinema, muitos de seus trabalhos foram feitos em parceria com Rainer Werner Fassbinder.

## Biografia
Ursula Ledersteger, seu real nome, nasceu em Viena, Áustria. Seu pai era um diretor de arte austríaco chamado Hans Ledersteger e sua mãe, a atriz Irmgard Alberti. Barbara tinha um meio-irmão Alfred Ledersteger.
Durante a década de 1980 teve um longo relacionamento com o cantor de rock Freddie Mercury, vocalista da banda britânica Queen. O relacionamento entre os dois terminou em meados de 1985.
Barbara apareceu no Video Promocional da música It's a Hard Life do Queen, a música apareceu no Álbum The Works
Valentin morreu em fevereiro de 2002 por conta de um acidente vascular cerebral. Sepultada no Ostfriedhof em Munique.

## Filmografia selecionada
Todos os filmes dirigidos por Fassbinder, exceto onde anotado.
- A Corpse Hangs in the Web (1960, dirigido por Fritz Böttger)
- The Festival Girls (1961, dirigido por Leigh Jason)
- Welt am Draht (1973)
- Effi Briest (1974)
- Angst essen Seele auf (Ali: Fear Eats the Soul; 1974)
- Faustrecht der Freiheit (Fist-Right of Freedom e Fox and His Friends; 1975)
- Flaming Hearts (1978, dirigido por Walter Bockmayer)
- Lili Marleen (1981)
- It's a Hard Life (1984, Música do Queen)